# نادي كومو
نادي كومو 1907 (بالإيطالية: Como 1907)، نادِ كرة قدم إيطالي يقع في مدينة كومو في إيطاليا، تأسس عام 1907. يلعب حاليا في SERIE A

## التاريخ المبكر
في السنوات الأولى لتأسيسه، كان نادي كومو ينافس في البطولات المحلية الصغرى. في فترة العشرينيات والثلاثينيات، بدأ النادي يظهر بروزًا أكبر، وتمكن من الوصول إلى دوري الدرجة الأولى الإيطالي لأول مرة في تاريخه عام 1949.

## العقود المتأخرة
في الستينيات والسبعينيات، شهد النادي تقلبات في الأداء حيث كان يتنقل بين دوري الدرجة الأولى والثانية. في الثمانينيات، كانت فترة ازدهار نسبي حيث تمكن النادي من البقاء في دوري الدرجة الأولى لعدة مواسم.

## القرن الحادي والعشرون
في السنوات الأخيرة، شهد نادي كومو العديد من التحديات المالية والإدارية. في عام 2005، أُعلن إفلاس النادي وهبط إلى الدرجات الدنيا. ومع ذلك، بدأ النادي رحلة العودة ببطء ولكن بثبات.